# Kirsten Carlsen (forfatter)
 Der er flere personer med dette navn, se Kirsten Carlsen.
 Der er for få eller ingen kildehenvisninger i denne artikel, hvilket er et problem. Du kan hjælpe ved at angive troværdige kilder til de påstande, som fremføres i artiklen.

Kirsten Carlsen (født 19. april 1988 i Holstebro) er en  dansk forfatterinde. Kirsten Carlsen voksede op i et forstadskvarter ved navn Krunderupparken. Da hun havde færdiggjort folkeskolen, startede hun i 2005 på Holstebro Gymnasium på en samfundsvidenskabelig linje. I 2008 blev KC student og tog et sabbatår, hvor hun bl.a. fuldførte et semester på Egmont Højskolen og fik udgivet to bøger. I sommeren 2009 besluttede Kirsten sig for at flytte til hovedstaden for at studere. Fra sommeren 2009 til sommeren 2010 studerede hun Film- & Medievidenskab på Københavns Universitet Amager. I 2010 blev hun optaget på Mediehøjskolen i København og påbegyndte uddannelsen til TV- og Medietilrettelægger.

## Biografi
Kirsten Carlsen skrev sin første roman som fjortenårig. Den var en fantasyroman stærkt inspireret af Harry Potter og Ringenes Herre. KC havde store forventninger til manuskriptet og sendte det af sted til Gyldendal. Efter adskillige måneder fik hun endelig svar. Det var et kortfattet afslag på få linjer. KC var skuffet, men hun havde fået smag for at skrive og fortsatte ufortrødent med at skrive romaner og sende dem af sted til forlagene. KC blev ved med at få afslag og oprettede til sidst en profil på Fyldenpennen.dk, hvor hun publicerede alle de afviste romaner. I 10. klasse foreslog hendes mor, at hun skulle skrive en bog om anoreksi. KC kendte til spiseforstyrrelsen, da hun selv havde været anorektiker i sine tidligste teenageår. På sin mors opfordring gik KC i gang med at skrive Højt Elsket, som endte med at blive den isbryderroman, der førte til den første bogudgivelse. I sommerferien inden KC skulle starte på gymnasiet, kom hun i kontakt med forlaget Zalamanca, der gerne ville udgive romanen. Den 20.oktober 2005, som 17-årig, debuterede KC så medHøjt Elsket. Romanen følger den femtenårige anorektiker Lea gennem et halvt år, hvor tanker om mad, vægt og motion fylder alt i Leas liv. Et halvt år senere, den 15. marts 2006, udkom kærlighedsromanen Hvem gider være Norma(l)?,. Romanen handler om den kiksede, musikstuderende Norma, der rejser til Australien for at finde kærligheden. Den 8. oktober 2007 udkom så forfatterens tredje roman, SEX eller sandheden, en ungdomsroman, der skildrer den 18-årige Karla og hendes problemer med veninder, drenge, kærester, sex og forældre. Bogens gennemgående problemstilling er, at Karla har så travlt med at behage andre, at hun har svært ved at sige fra. Det får i romanens slutning fatale konsekvenser. I 2008 bidrog KC med to noveller til strandbogen Tegn i sandet, en tøsebog med sommernoveller af forskellige danske kvinder lige fra Karen Mukupa til Vicki Berlin. I maj 2009 udkom henholdsvis En som mig på Politikens forlag samt Gyldent Sand på forlaget Phabel. En som mig handler om den klodsede Mathilde og hendes kamp for at være lige så perfekt som veninden og gymnasiets dronning Victoria. Det går dog helt galt, da Mathilde bliver kæreste med Victorias bedste drengeven, og Victoria pludselig giver hende den kolde skulder. Gyldent sand er Chick-lit for teenagere, og handler om fem veninders tur til ungdomsparadiset Golden Sands i Bulgarien, hvor der står fest, mænd og lir på programmet.
I efteråret 2010 udkom "Den jeg er", der beskriver hvad der sker med Mathilde Lærkenfeldt, efter slutningen i En som mig.